# Yigal Carmon
Pour les articles homonymes, voir Carmon.
Yigal Carmon (1946—)est le président-fondateur de l'Institut de recherche des médias du Moyen-Orient (MEMRI) qu'il a créé en 1998. Cet ancien colonel a passé 22 ans dans les services de renseignement israéliens puis il a travaillé en tant que conseiller dans le contre-terrorisme auprès de deux premiers ministres israéliens, Yitzhak Shamir et Yitzhak Rabin.